# Maxence Langlois-Berthelot
Maxence Langlois-Berthelot (Parigi, 22 maggio 1972) è un funzionario francese.
È stato amministratore generale del Museo del Louvre (2018–2021), relatore generale degli États généraux de l'information (2023–2024) e, da marzo 2025, consigliere per la cultura e l’audiovisivo presso il gabinetto del primo ministro François Bayrou.

## Biografia

### Formazione e primi anni
Nato a Parigi il 22 maggio 1972, ha studiato all’École normale supérieure (Ulm), a Sciences Po Parigi e all’ENA.

### Ispettorato generale delle finanze
Dopo l’ENA è entrato all’Ispettorato generale delle finanze. Nel gennaio 2007 ha co-firmato il rapporto Rapport sur la valorisation de la recherche con Emmanuel Macron e Pierre-Alain de Malleray, sul trasferimento tecnologico e la valorizzazione della ricerca in Francia.

### ALIPH
Nel 2016 ha ricoperto il ruolo di direttore esecutivo ad interim dell’Alleanza internazionale per la protezione del patrimonio nelle aree di conflitto (ALIPH).

### Amministratore generale del Louvre (2018–2021)
Il 12 luglio 2018 è stato nominato amministratore generale del Louvre, responsabile della gestione finanziaria e operativa del museo.
A inizio marzo 2020, durante la pandemia di COVID-19, il museo è rimasto chiuso per alcuni giorni a causa delle preoccupazioni del personale; Langlois-Berthelot ha dichiarato: «I membri del nostro staff hanno espresso legittime preoccupazioni sul coronavirus e il Louvre le sta prendendo molto seriamente».
La chiusura e la riapertura del Louvre sono state ampiamente trattate da media italiani e internazionali:

### États généraux de l'information (2023–2024)
Nel 2023 è stato nominato relatore generale degli États généraux de l'information, un processo di consultazione nazionale sulla riforma dei media in Francia.  Il rapporto finale è stato pubblicato nel settembre 2024.

### Consigliere del Primo ministro (2025–presente)
Dal 6 marzo 2025 è consigliere per la cultura e l’audiovisivo e capo del polo Cultura e Media nel gabinetto del Primo ministro François Bayrou.